# Chet Huntley
Chet Huntley (ur. 10 grudnia 1911 w Cardwell, zm. 20 marca 1974 w Big Sky) – amerykański spiker telewizyjny.
W 1934 roku ukończył University of Washington. Karierę zaczynał w stacjach radiowych w Seattle, Portland, Los Angeles (tutaj CBS, ABC, NBC).
W 1956 roku telewizja NBC szukała anchormana wiadomości, który zrównoważyłby popularność Waltera Cronkite’a z CBS. Wybrano parę Chet Huntley – David Brinkley, która szybko dobrze się ze sobą zgrała i zyskała popularność. Ich wieczorny serwis informacyjny nazywał się Huntley-Brinkley Report, przy czym Huntley nadawał z Nowego Jorku, a Brinkley z Waszyngtonu.
Po zakończeniu pracy w NBC w 1970 roku Huntley powrócił do rodzinnej Montany i wybudował tam ośrodek narciarski Big Sky.
Uważał się za konserwatystę w sprawach politycznych, liberała w sprawach społecznych, starał się jednak być przede wszystkim obiektywny.